# Zadné Meďodoly

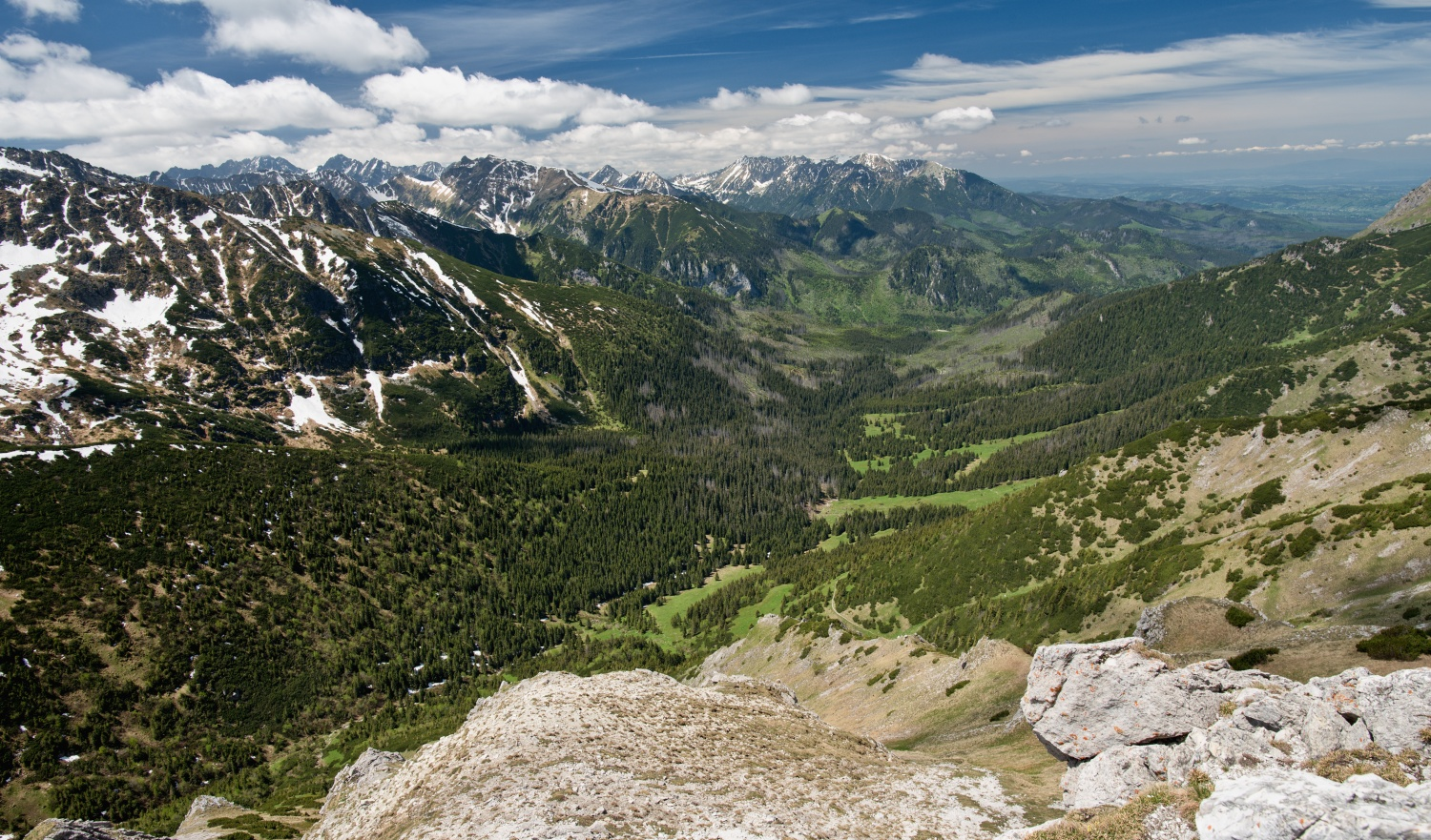
Zadné Meďodoly, pohled z Vyšného Kopského sedla, 15.6.2021

Zadné Meďodoly je údolí ve slovenských Tatrách, mezi Vysokými Tatrami a Belianskými Tatrami. 
Odbočuje z Javorové doliny. 
Protéká jím Meďodolský potok. Vede přes něj modře značený turistický chodník z Tatranské Javoriny přes Kopské sedlo (1749 m n. m.) do Tatranských Matliarov.